# Zariczne (hromada Żurawno)
Zariczne (ukr. Зарічне) – wieś na Ukrainie, w obwodzie lwowskim, w rejonie stryjskim, w hromadzie Żurawno. W 2001 roku liczyła 740 mieszkańców.
Do 1946 roku miejscowość nosiła nazwę Lachowice Zarzeczne (ukr. Ляховичі Зарічні, Lachowyczi Zariczni).

## Historia
Właścicielem dóbr ziemskich Lachowice Zarzeczne był m.in. hrabia Włodzimierz Dzieduszycki.
W II Rzeczypospolitej do 1934 roku wieś stanowiła samodzielną gminę jednostkową w powiecie żydaczowskim w woj. stanisławowskim. W związku z reformą scaleniową została 1 sierpnia 1934 roku włączona do nowo utworzonej wiejskiej gminy zbiorowej gminy Żórawno w tymże powiecie i województwie. 
Pod okupacją istniała gmina Lachowice Zarzeczne. Po wojnie wieś weszła w struktury administracyjne Związku Radzieckiego.